# União das Freguesias de Sande Vila Nova e Sande São Clemente
Die União das Freguesias de Sande Vila Nova e Sande São Clemente ist eine portugiesische Gemeinde (Freguesia) im Kreis (Concelho) Guimarães, Distrikt Braga, im Nordwesten Portugals.

## Geschichte
Die Gemeinde entstand im Zuge der Gebietsreform vom 29. September 2013 durch die Zusammenlegung der ehemaligen Gemeinden Vila Nova de Sande und São Clemente de Sande.
Leitões wurde Sitz der neuen Verwaltung.

## Demographie

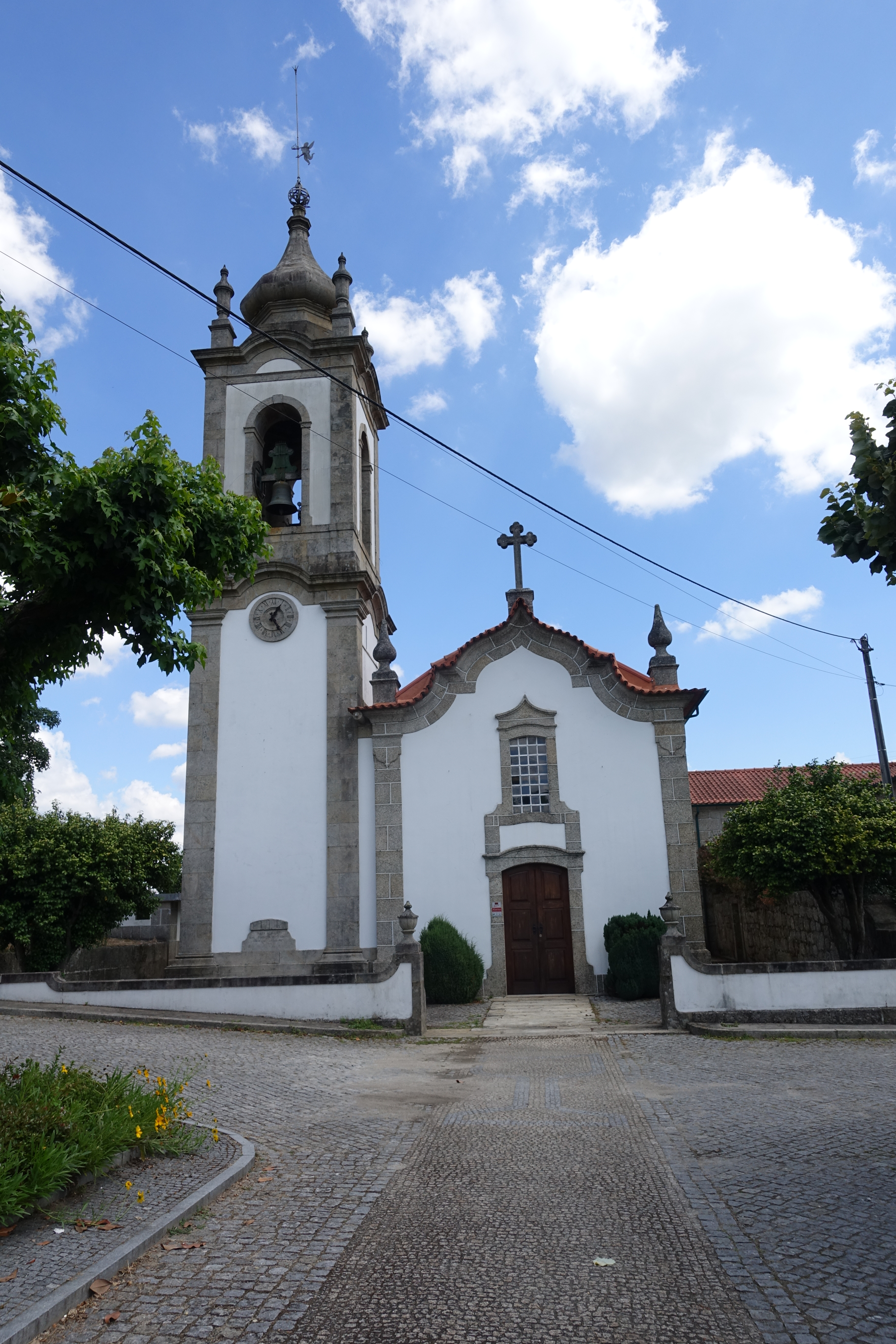
Pfarrkirche von Vila Nova de Sande

| Freguesia | Freguesia                            | Freguesia | Freguesia       | ehemalige Freguesias  | ehemalige Freguesias | ehemalige Freguesias | ehemalige Freguesias |
| --------- | ------------------------------------ | --------- | --------------- | --------------------- | -------------------- | -------------------- | -------------------- |
| Wappen    | Freguesia                            | Einwohner | Fläche in (km²) | Wappen                | Freguesia            | Einwohner            | Fläche in (km²)      |
|           | Sande Vila Nova e Sande São Clemente | 3307      | 7,25            |                       | Vila Nova de Sande   | 1732                 | 2,38                 |
|           | Sande Vila Nova e Sande São Clemente | 3307      | 7,25            | São Clemente de Sande | 1695                 | 4,87                 |                      |